# Knurrenborg Vang
Knurrenborg Vang er en skov i Fredensborg Kommune. Skoven er fredskov. Skoven er overvejende en blandingskov. Skovens størrelse er 109 ha. 

## Geologi og jordbund
Skoven ligger i et morænelandskab fra sidste istid med dødispræg. Jornbunden er præget af grus og sand. 

## Plantevækst
Skoven er helt domineret af bøg, eg og rødgran med mindre områder af birk, ask og ær.

## Fredninger m.m.
Egentlige fredninger er ikke foretaget.
Skoven er fredsskov.

## Anvendelse
Skoven fungerer som ekstensiv udflugtsskov. Skoven ligger sydøst for Fredensborg.